# Dąbek (Silésie)
Pour les articles homonymes, voir Dąbek.
Dąbek (prononciation : [ˈdɔmbɛk]) est une localité polonaise de la gmina de Dąbrowa Zielona, située dans le powiat de Częstochowa en voïvodie de Silésie.